# Exorista spina
Exorista spina là một loài ruồi trong họ Tachinidae.